# Гура-Фоїй (комуна)
Гура-Фоїй (рум. Gura Foii) — комуна у повіті Димбовіца в Румунії. До складу комуни входять такі села (дані про населення за 2002 рік):
- Бумбуя (485 осіб)
- Гура-Фоїй (1149 осіб)
- Катанеле (303 особи)
- Феджету (410 осіб)

Комуна розташована на відстані 73 км на північний захід від Бухареста, 22 км на південний захід від Тирговіште, 126 км на північний схід від Крайови, 102 км на південь від Брашова.

## Населення
За даними перепису населення 2002 року у комуні проживали 2347 осіб. Усі жителі комуни рідною мовою назвали румунську.
Національний склад населення комуни:
| Національність | Кількість осіб | Відсоток |
| -------------- | -------------- | -------- |
| румуни         | 2341           | 99,7%    |
| цигани         | 6              | 0,3%     |

Склад населення комуни за віросповіданням:
| Релігія       | Кількість осіб | Відсоток |
| ------------- | -------------- | -------- |
| православні   | 2333           | 99,4%    |
| п'ятдесятники | 11             | 0,5%     |
| римо-католики | 1              | < 0,1%   |
| реформати     | 1              | < 0,1%   |
| лютерани      | 1              | < 0,1%   |